# Batalion ON „Kartuzy”

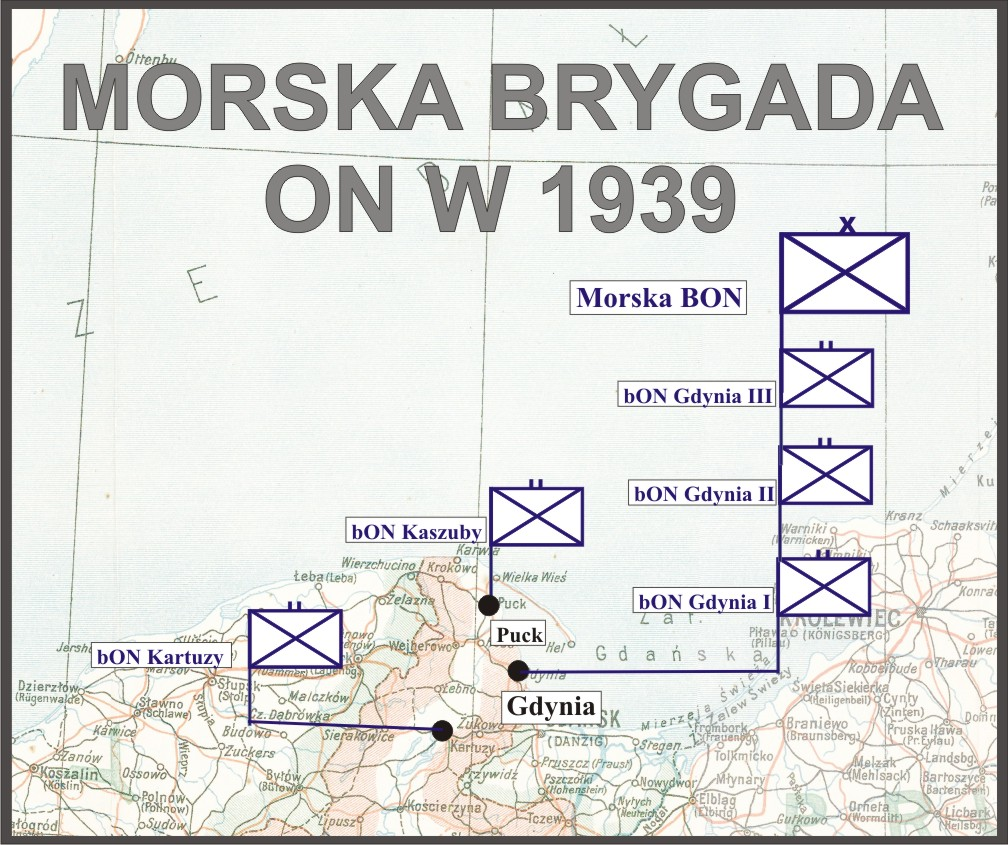
Morska Brygada ON

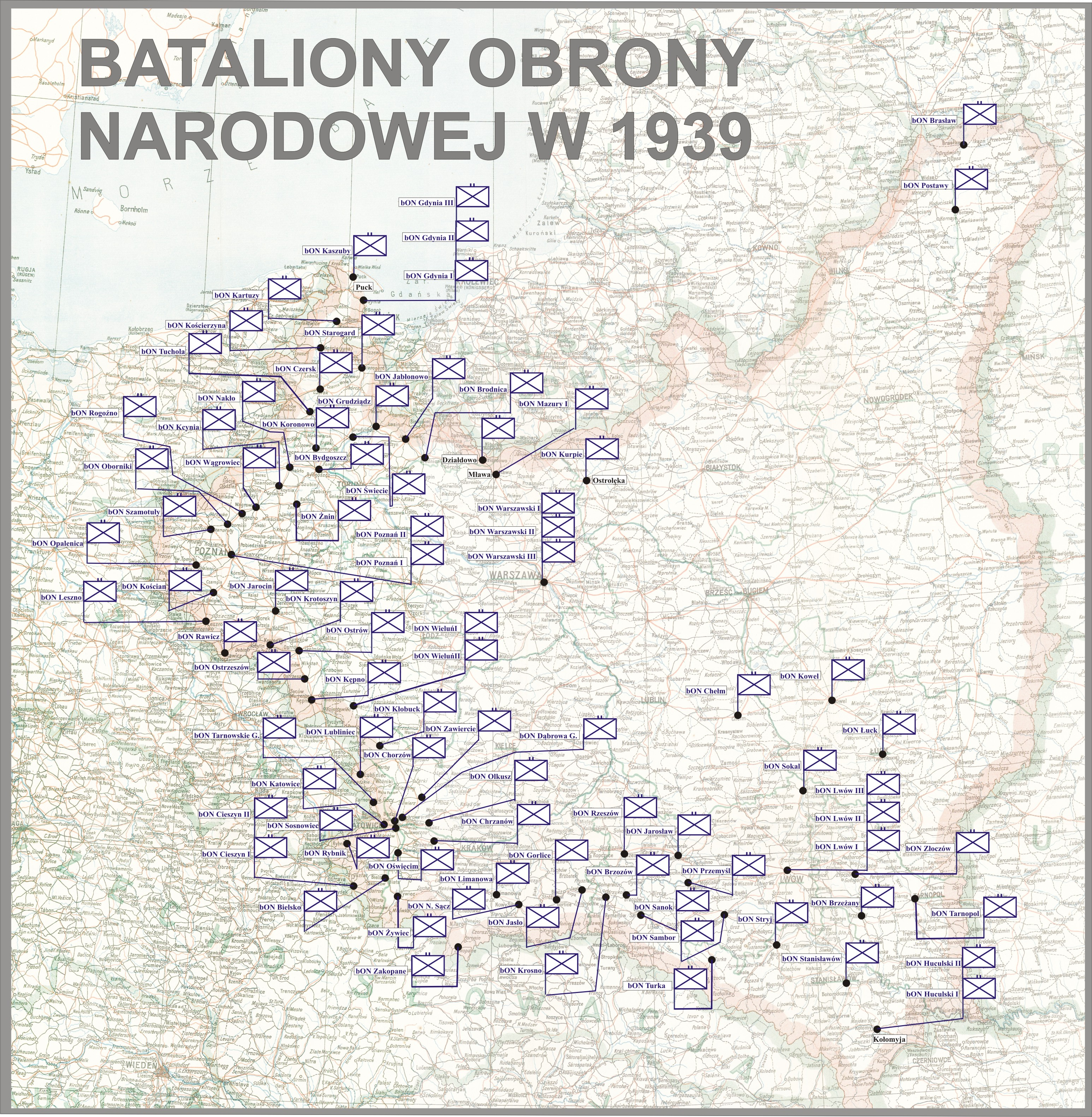
Obrona Narodowa w 1939

Kartuski Batalion Obrony Narodowej (batalion ON „Kartuzy”) 4 morski batalion strzelców – pododdział piechoty Wojska Polskiego II RP.

## Formowanie i zmiany organizacyjne
Batalion został sformowany jesienią 1937 roku, w składzie Morskiej Brygady ON od maja 1939 roku przeformowany według etatu batalionu ON typ IV. Jednostką administracyjną i mobilizującą dla Kartuskiego batalionu ON był 2 morski batalion strzelców. Podczas mobilizacji alarmowej z zawiązków Kartuskiego batalionu ON został sformowany i zmobilizowany według etatu batalionu piechoty typ spec. organizacji wojennej L. 3017. Otrzymał nową nawę 4 morski batalion strzelców. We wrześniu 1939 roku batalion, podporządkowany dowódcy  Lądowej Obrony Wybrzeża, walczył w Obronie Wybrzeża.

## Obsada personalna
- dowódca – kpt. Marian Mordawski (do 5 IX 1939 godziny wieczorne, przesunięty na stanowisko zastępcy dowódcy baonu) – mjr Stanisław Hochfeld[2]

- dowódca 1 kompanii strzelecka (dawniej ON „Kartuzy”) – kpt. Roman Wasilewski
- dowódca 2 kompanii strzelecka (dawniej ON „Żukowo”) – kpt. Michał Pikuła
- dowódca 3 kompanii strzelecka (dawniej ON „Chmielno”) – kpt. Stanisław Grajski
- kompania ckm – ppor. Edmund Ajtner[2][3]
  - pluton moździerzy – ppor. rez. Jan Tybiszewski[3]

- pluton zwiadu/kolarzy – ppor. Edward Bednarski[4]
- pluton łączności –